# 마카오 대학
마카오 대학(중국어 간체자: 澳门大学, 정체자: 澳門大學, 병음: Àomén Dàxué, 포르투갈어: Universidade de Macau)는 마카오의 공립 대학교이다. 1981년 3월에 동아대학교라는 이름의 사립 대학으로 설립되었다. 당시에는 영국의 교육 시스템을 채용하였으며, 3년제 학부 교육으로 사용 언어는 영어로 학생의 대부분은 홍콩 출신이었다. 1988년 중국 공산당이 출자한 마카오 재단이 인수하여 공립 대학으로 개편되며 4년제 대학으로 확장된다. 1991년에 현재 이름으로 개칭하였으며 2001년부터 중국 대륙 출신의 입학생을 받기 시작했다.

## 조직
- 예술및인문학부
- 경영학부
- 교육학부
- 건강과학학부
- 법학부
- 과학기술학부
- 사회과학학부
- 아너스칼리지
- 인문사회과학고등연구소
- 응용물리학및재료공학연구소
- 중국의학연구소
- 협업혁신연구소
- 마이크로일렉트로닉스연구소
- 마카오연구센터
- 아시아태평양경제경영아카데미
- 한의학품질연구국가핵심연구소
- 아날로그및혼합신호의주핵심실험실매우대규모통합
- 本部스마트시티를위한사물인터넷의주핵심연구소